# Kiyoshi Nakakura
Kiyoshi Nakakura (中倉清, 1910. – 2000.), japanski majstor borilačkih vještina. Nositelj je 9. Dana u kendu i 9. Dana u iaidu.

## Životopis
Kiyoshi Nakakura bio najbolji učenik kod majstora kenda Hakuda Nakayame, zbog čega ga je poslao u aikido dojo Moriheija Ueshibe. Nakon dolaska Ueshibi, Nakakura se oženio Ueshibinom kćerkom Matsuko i bio pravno usvojen u obitelj Ueshiba, uzevši pri tome ime Morihiro Ueshiba.
Kiyoshi Nakakura je bio impresioniran Ueshibininim znanjem borilačkih vještina, ali se nije složio s O-Senseijevim uvjerenjima oko religije Omoto-kyo, zbog čega je napustio obitelj nakon nekoliko godina. Njegovu ulogu nasljednika Ueshibine vještine preuzeo je Ueshibin rođeni sin Kisshomaru.
Nakakura je nastavio vježbati kendo i iaido tijekom svog života, postigavši 9. Dan u obje vještine.

## Vanjske povezice
- Kiyoshi Nakakura